# Cathédrale de Southwark
La cathédrale de Southwark, aussi appelée cathédrale du Saint-Sauveur et de Sainte-Marie Overie (Cathedral Church of St Saviour and St Mary Overie) est l'édifice gothique le plus ancien de Londres, située à côté du Borough Market au sud du London Bridge dans le bourg médiéval de Southwark.
C’est aujourd’hui le siège du diocèse anglican de Southwark.

## Histoire
Elle est la quatrième église à avoir été construite sur le site. Le précédent bâtiment ayant été ravagé par un incendie en 1212, encore un monastère fut construit dans le style gothique entre 1220 et 1420.
En 1539, après la dissolution des monastères par Henri VIII, le prieuré fut supprimé et le monastère réduit au rang d'église paroissiale.
C'est seulement en 1905 qu'elle a été élevée au rang de cathédrale, principalement en raison de l'augmentation de la population au sud de Londres.
Edward Talbot fut le premier évêque, et il est maintenant y enterré. Plusieurs des compagnons de théâtre de William Shakespeare y sont enterrés aussi : Edmund, John Fletcher et Lawrence Fletcher.
La cathédrale ne doit pas être confondue avec la cathédrale Saint-George, située elle aussi à Southwark, et qui est affectée au culte catholique.

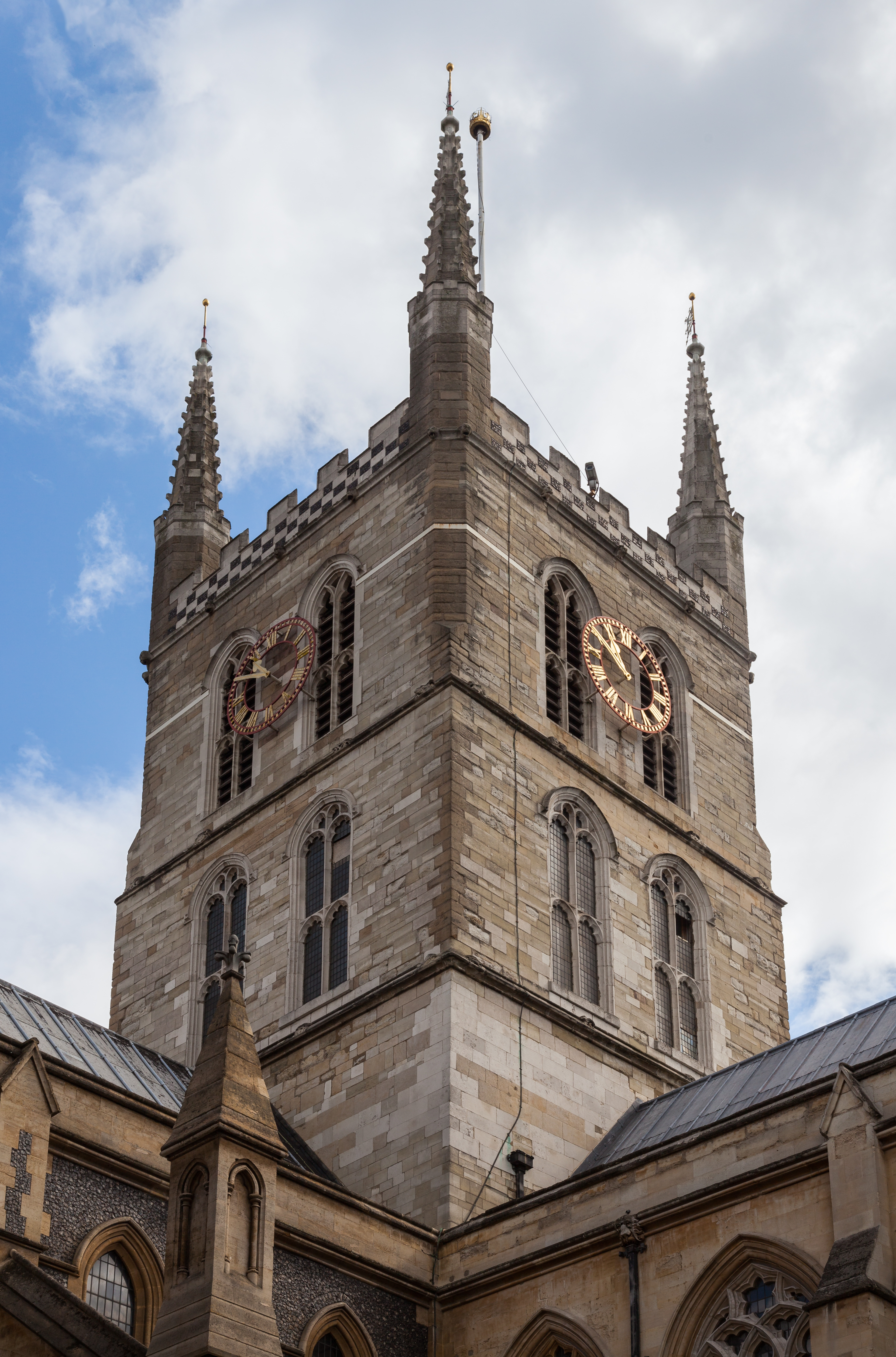
La tour
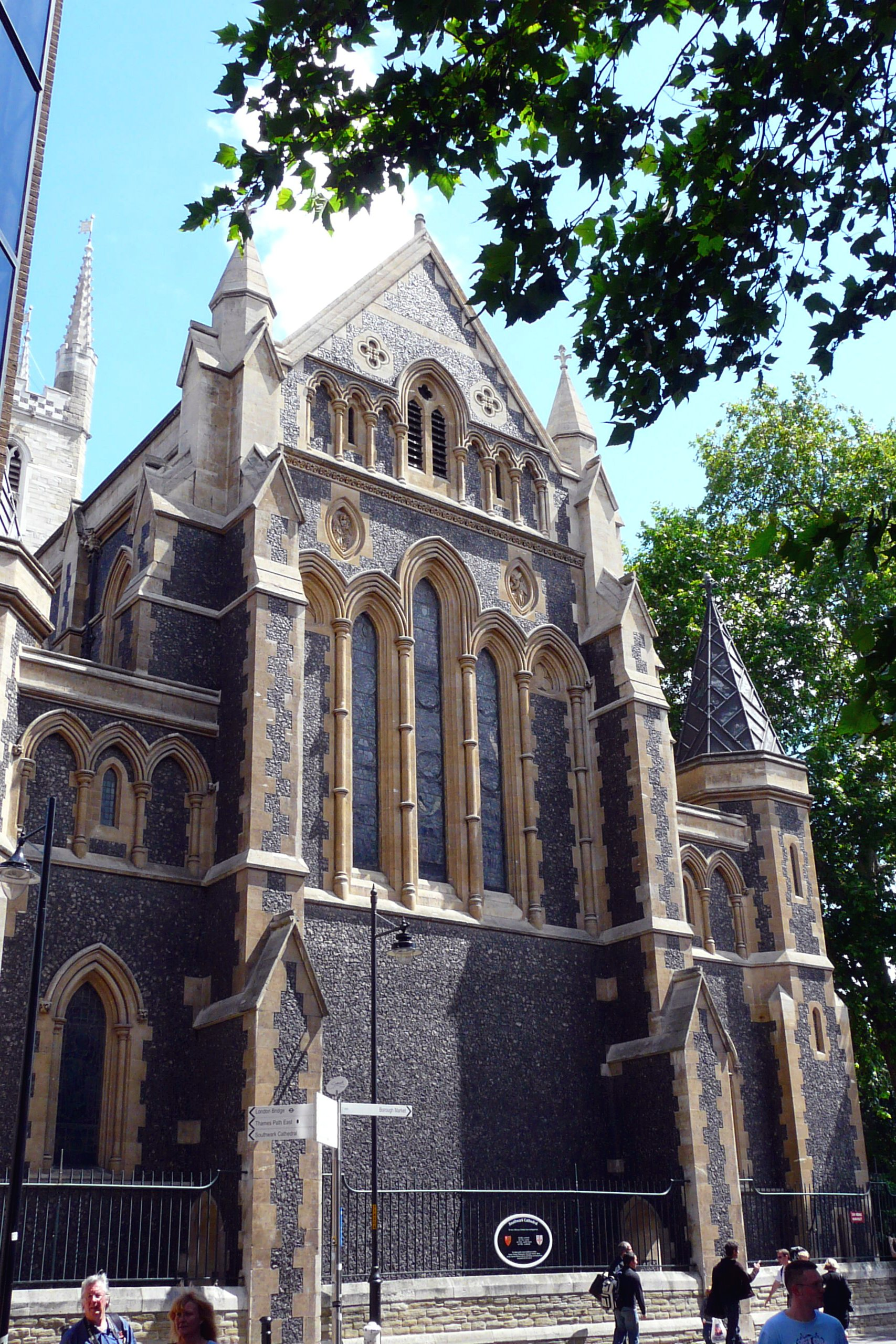
Le transept
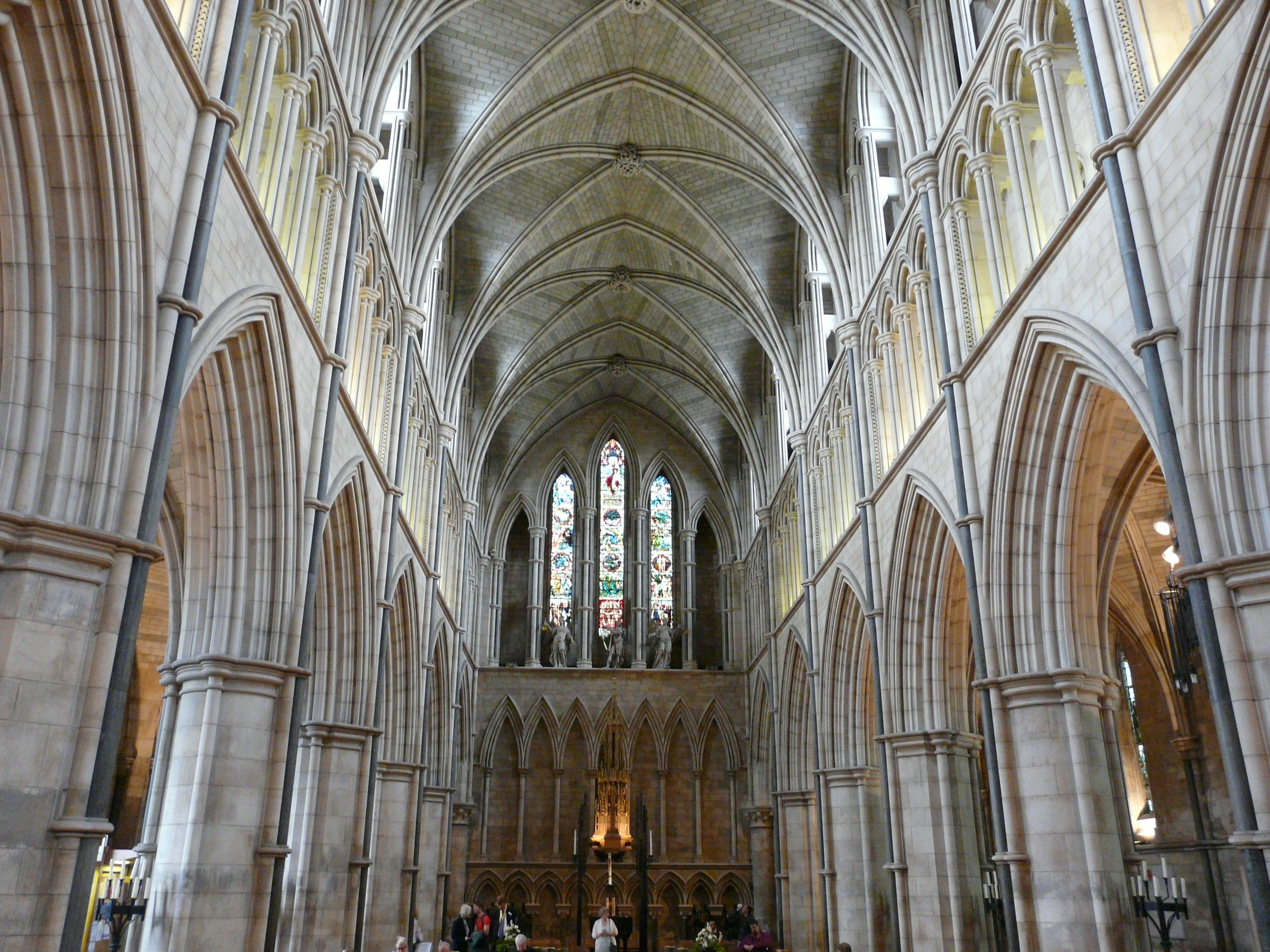
La nef
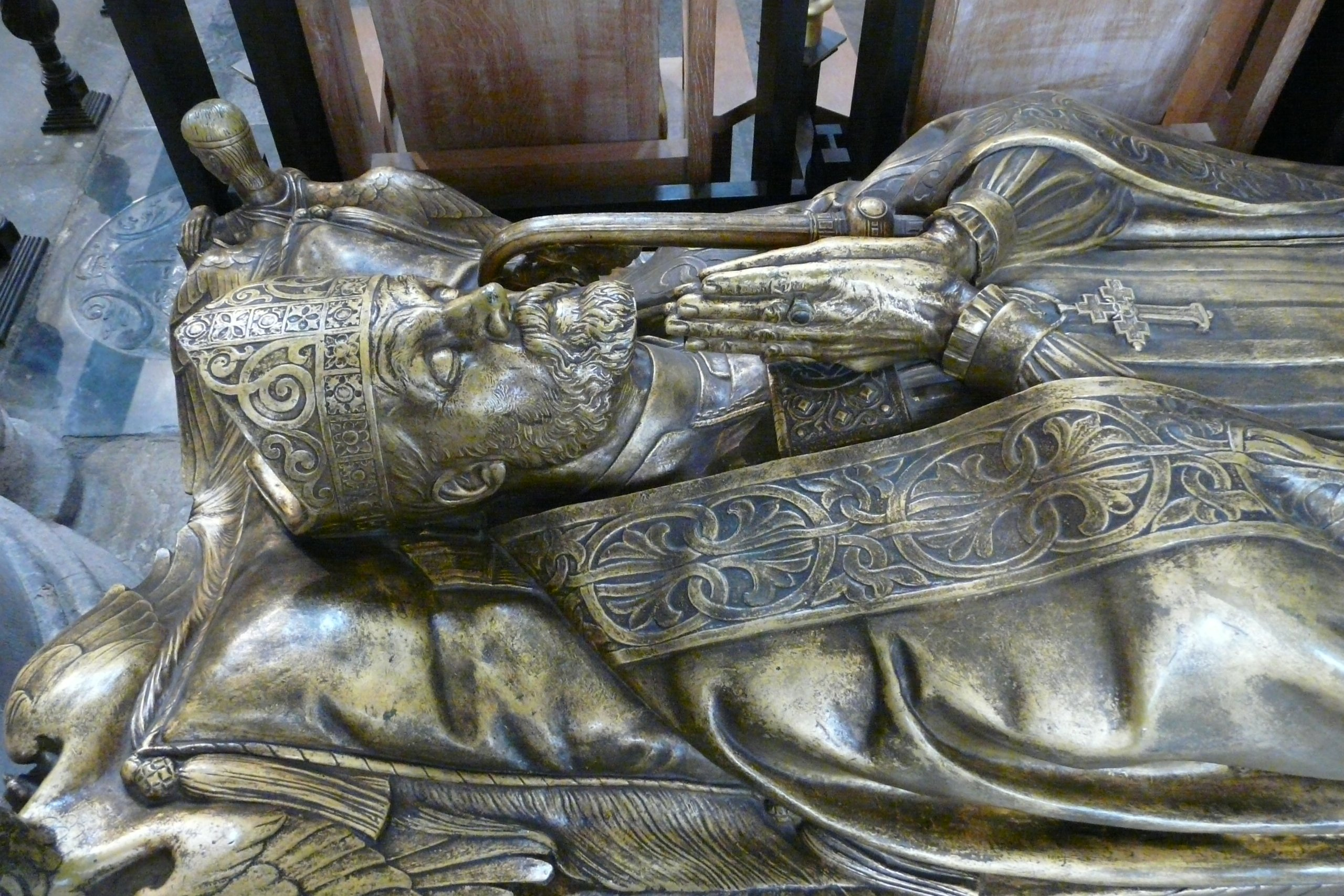
Gisant d'Edward Talbot, le premier évêque de Southwark

## Notes et références

Armes du diocèse de Southwark